# Душан Ђуровић
Душан Ђуровић (Даниловград, 27. март 1901 — 11. август 1993) био је босанскохерцеговачки, црногорски и југословенски приповедач.

## Биографија
У Даниловграду је завршио основну школу. Гимназију је похађао у Иванграду, Никшићу и Подгорици, где је и матурирао. Студирао је и дипломирао на Филозофском факултету у Београду. У почетку је као професор радио у Даниловграду, а 1929. године одлази у Сарајево где ради као професор Учитељске школе, а након три године и Прве гимназије где остаје до почетка рата, 1941. године.
Након рата, враћа се у Сарајево где до пензије ради као виши библиотекар у Народној библиотеци БиХ. Био је члан Свесловенског комитета у Сарајеву, члан Савета за културу БиХ, а пре рата био је члан П.Е.Н. клуба у Београду. Ђуровић се јавио у литератури 1929. године и од тада је његово име често присутно у сарајевским и црногорским књижевним часописима и новинама од Политике до Ослобођења, од Српског књижевног гласника и Прегледа до Живота. Нарочито је запажена његова сарадња у књижевном подлисту београдске Политике, у којој објављује кратке, фељтонске приче. Објављивао је понекад чланке и есеје из културе и књижевности, али му је главни и основни рад био заснован на приповетки и роману. Његова дела превођена су на неколико језика. Неко време је уређивао Малу библиотеку, коју је издавала Светлост. За дописног члана АНУБиХ изабран је 1969. године.
Умро је 1993. године.

## Награде
- Награда за књижевност САНУ
- Награда Друштва писаца Босне и Херцеговине 1954. године за дело Ждријело
- Награда Друштва писаца Босне и Херцеговине 1956. године за дело Звезда над планином
- Награда Друштва писаца Босне и Херцеговине 1959. године за дела Питома лоза и Приче о жени
- Награда Друштва писаца Босне и Херцеговине 1965. године за дело Огњеви
- Орден рада II реда
- Орден заслуга за народ са сребрним зрацима
- Плакета града Сарајева
- Награда сарајевског Друштва пријатеља уметности Цвијета Зузорић